# Suckley
Suckley – wieś w Anglii, w hrabstwie Worcestershire, w dystrykcie Malvern Hills. Leży 14 km na zachód od miasta Worcester i 173 km na północny zachód od Londynu.